# Florence Farmborough
Florence Farmborough FRGS (Aylesbury, 15 de abril de 1887 – Marple, 18 de agosto de 1978) fue una escritora, fotógrafa y enfermera británica.

## Biografía
Florence Farmborough, que era la cuarta de seis hermanos, nació y creció en Buckinghamshire. Originalmente se fue a vivir a Rusia en 1908 y trabajó como institutriz para una familia en Kiev. Dos años más tarde se mudó a Moscú, donde trabajó como tutora de inglés de las dos hijas de Pavel Sergeyvich Usov, un distinguido cirujano cardíaco.

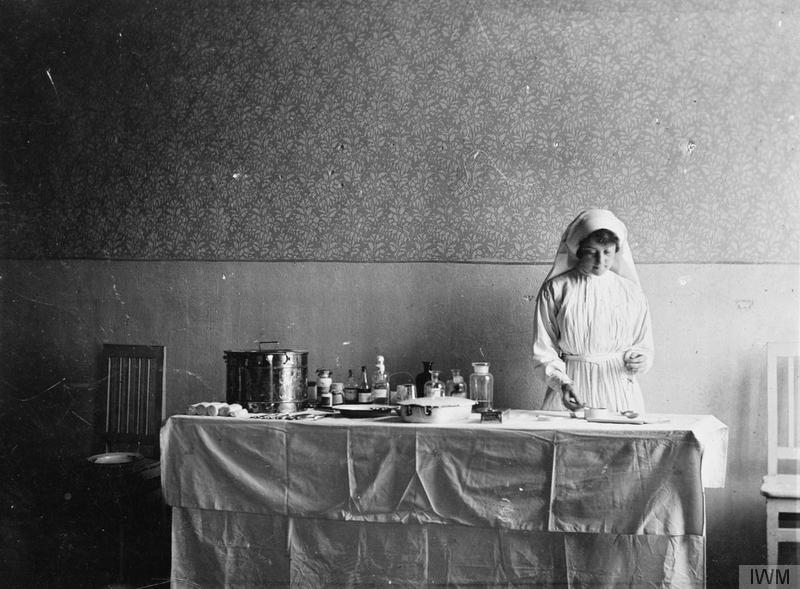
Florence Farmborough en 1915

Al estallar la Primera Guerra Mundial en 1914, se tituló y trabajó como enfermera de la Cruz Roja en el ejército imperial ruso, prestando servicio en los frentes de Galitzia y Rumanía. Durante su tiempo como enfermera llevó un diario y solía llevar consigo una cámara de gran tamaño. Ella revelaba e imprimía sus placas mientras acampaba con las fuerzas del frente. Extractos de sus diarios fueron finalmente una fuente importante para su libro, Nurse at the Russian Front (Una enfermera en el frente Ruso), publicado en 1974. También trabajó como reportera para The Times y BBC Radio. Tras la Revolución de Octubre y la disolución de su unidad de la Cruz Roja, regresó a Inglaterra en 1918, viajando por Siberia, Vladivostok y los Estados Unidos, y cruzando el Pacífico en el mismo barco que María Bochkariova. Durante y después de este viaje, escribió una serie de artículos para The Times, sobre lo que había presenciado y experimentado en Rusia tras el golpe bolchevique. Contribuyó con varios capítulos sobre los pueblos de Europa del Este en Peoples of All Nations (Gentes de todas las naciones) editado por J.A. Hammerton.

## Trayectoria
Después de regresar a Gran Bretaña, Farmborough fue elegida miembro de la Royal Geographical Society (Real Sociedad Geográfica). En 1926 fue nombrada profesora universitaria de inglés en Valencia, España. Durante la guerra civil española, Farmborough, que tenía fuertes opiniones anticomunistas, se alió con los nacionales. Trabajó como lectora de noticias en Radio Nacional de España, transmitiendo boletines de noticias diarios en inglés. Más tarde regresó a Inglaterra y trabajó para el Servicio Voluntario de Mujeres durante la Batalla de Inglaterra, involucrándose particularmente en la rehabilitación de gibraltareños de habla hispana. A continuación pasó cuatro años como censora del gobierno en Jamaica, verificando la correspondencia desde y hacia América del Sur. Estableció su hogar en Sompting cerca de Worthing, Sussex. Dio lecciones de ruso en su casa a alumnos de la escuela secundaria para varones de Worthing. Más adelante se trasladó a Newton Abbot. Visitó Rusia de nuevo en 1962 y Tierra Santa en 1966. En 1974, año en que se publicaron sus diarios sobre la Primera Guerra Mundial, fue objeto de un programa English Nurse with the Tsar's Army (Una enfermera inglesa en el ejército del zar) en la serie documental de la cadena de televisión BBC Yesterday's Witness (Testigos del ayer). También fue reconocida como miembro vitalicio honorario de la Cruz Roja Británica. En ese momento vivía en una residencia de ancianos en Cheshire, aunque la última parte de su vida la pasó en la casa de su sobrino.
La idea de publicar un libro basado en sus diarios y fotografías de 1914 -18, que había sido cuidadosamente conservado por su hermana Margaret, surgió como resultado de una exposición que hizo de sus recuerdos rusos en Heswall en abril de 1971. Rechazó los servicios de un escritor fantasma y, trabajando todos los días desde la mañana hasta la noche durante un período de trece meses, preparó ella misma el manuscrito, produciendo más de 400.000 palabras. Según su propia opinión, era "demasiado", y su editor cortó "casi la mitad".
Florence Farmborough murió en 1978, a los 91 años. Nunca se casó.
Una proporción sustancial de sus fotografías se encuentra en el Imperial War Museum, en la colección Florence Farmborough.